# サン・ジョアン・デル・レイ

華麗かつ人気のある教会のひとつ、サンフランシスコ・デ・アッシス教会

サン・ジョアン・デル・レイ (ポルトガル語 : São João del-Rei) は、ブラジルのミナスジェライス州に位置する歴史的な都市である。日本語ではサン・ジョアン・デル・ヘイと表記されることもある。2012年現在の人口は約85000人である。

サン・ジョアン・デル・レイは18世紀に興され、70箇所を超える教会など、その当時建造された多くの建築物が現存している。ミナスの陰謀と呼ばれる1789年の独立運動の指導者、チラデンテスはこの地に生まれた。かつてこの街は金鉱、畜産などにより発展した。現在の産業は、農業のほか、紡績、冶金などがあり、日本の日本重化学工業の現地法人Bozel Mineração S.Aも工場を置いている。
水力発電所が2箇所ある。市内および都市間の公共交通はバスによっている。市街地から5km離れた場所に、滑走路長1520mの民用空港がある。

## 出身者
- チラデンテス - ブラジル独立運動の指導者
- アレシャンドレ・ルイス・グラール - サッカー選手
- タンクレード・ネーヴェス - 政治家
- チアゴ・ガリャルド・ド・ナシメント・ロシャ - サッカー選手

## 参考
1. ↑  pt:São João del-Rei#Indústria （ポルトガル語） 2012年5月29日 20:48 の版
2. ↑  en:São_João_del-Rei_Airport （英語） 2012年5月30日閲覧